# Ordine olimpico
L'Ordine olimpico è la più alta onorificenza del movimento olimpico. È stata istituita dal Comitato Olimpico Internazionale nel maggio del 1975 in sostituzione del precedente Diploma Olimpico di Merito.
Esso viene consegnato ufficialmente a soggetti individuali che si siano largamente distinti nello sport e che abbiano contribuito in maniera decisiva allo sviluppo delle Olimpiadi e dell'attività sportiva. Solitamente ne sono insigniti anche gli organizzatori ufficiali delle Olimpiadi durante le cerimonie conclusive dell'evento.

## Insegna
- Il "collare" dell'ordine olimpico consiste in un collare in oro, argento o bronzo (a seconda del grado) composto da rami d'ulivo che sostengono sul davanti i cinque anelli simbolo dei giochi olimpici.

Come segno distintivo da utilizzare quotidianamente si sostituisce al collare una spilla costituita dai cinque anelli olimpici in oro, argento o bronzo sempre a seconda del grado di benemerenza raggiunto.

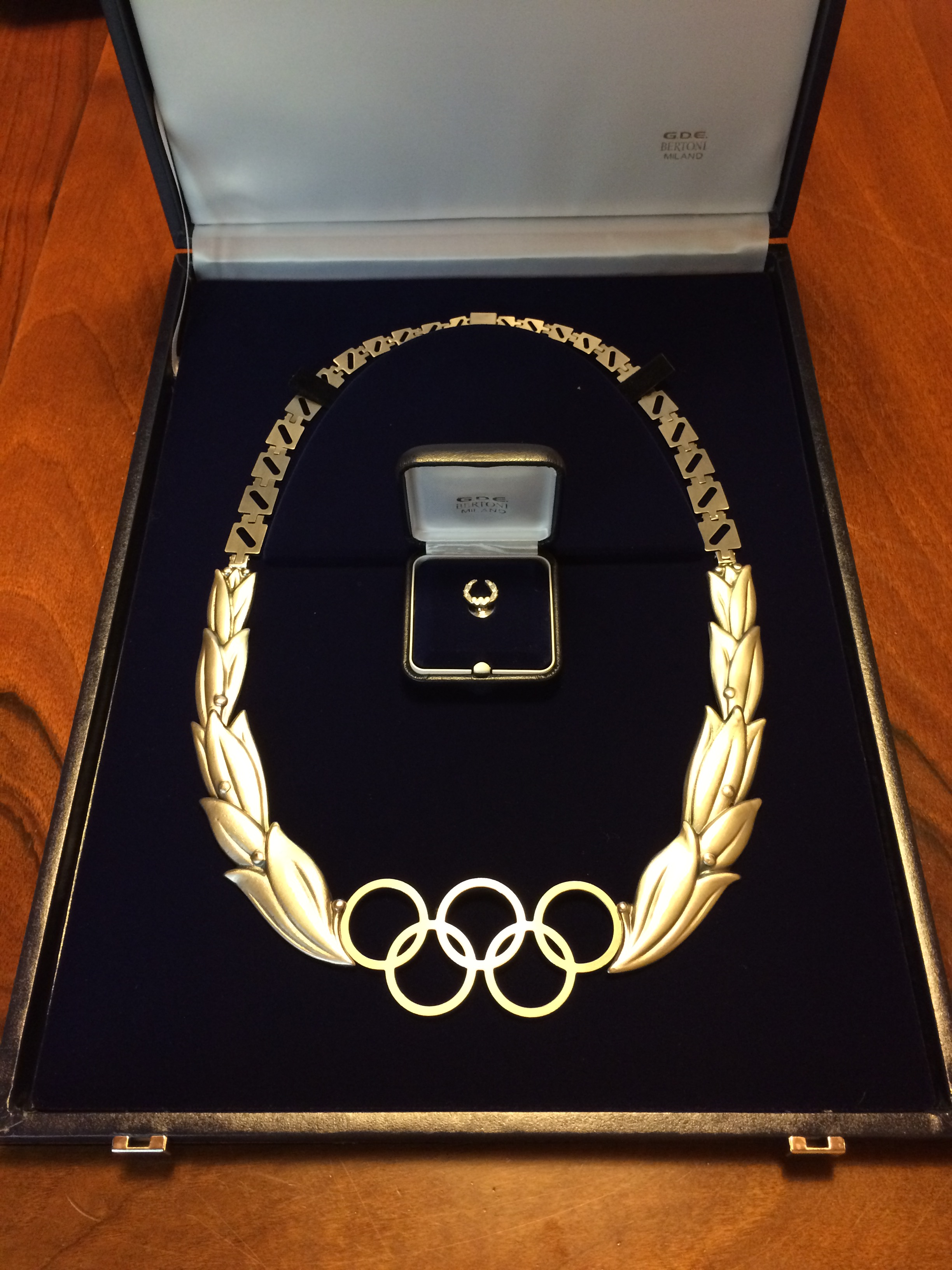
Ordine Olimpico d'Argento e relativa spilletta da giacca. Prodotti da GDE Bertoni Milano Collezione Fabio Ferrari

## Gradi
Esso era in origine suddiviso in tre gradi di benemerenza:

1. Collare d'oro
2. Collare d'argento
3. Collare di bronzo

Dal 1984, però, il collare di bronzo è caduto quasi completamente in disuso.

## Insigniti

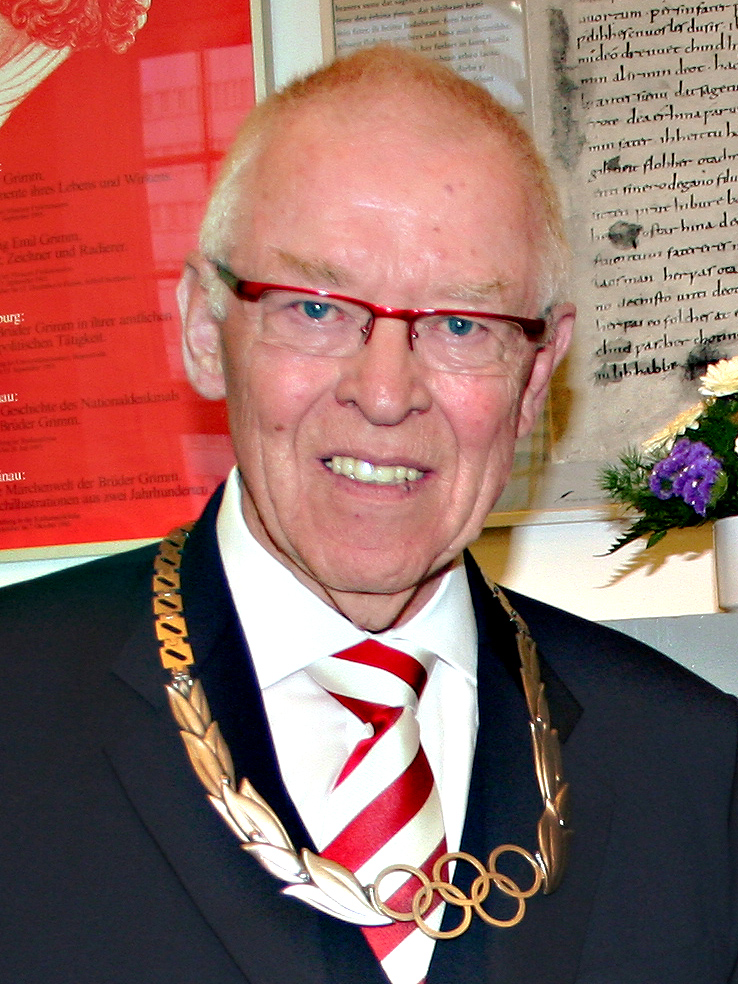
Ulrich Feldhoff (dirigente sportivo tedesco) con il Collare dell'Ordine Olimpico

Gli insigniti dell'Ordine Olimpico sono circa 1380 (maggio 2022). Qui sotto un elenco parziale.

### Collare d'oro
- 1975: Avery Brundage
- 1980: Michael Morris Killanin
- 1981: David Burghley, Papa Giovanni Paolo II[1], Amadou-Mahtar M'Bow e Olav V di Norvegia
- 1982: Ahmad Shah di Pahang
- 1983: Indira Gandhi[2][3]
- 1984: Branko Mikulić, François Mitterrand e Peter Ueberroth
- 1985: Nicolae Ceaușescu[4], Erich Honecker[4] e Juan Carlos I di Spagna
- 1986: Wan Li
- 1987: Bhumibol Adulyadej, Kenan Evren e Todor Živkov
- 1988: Ranieri III di Monaco, Bertil di Svezia[5], Mario Vázquez Raña, Park Seh-jik e Frank Edward King
- 1989: Raoul Mollet, Akihito e Rafael Hernández Colón
- 1990: Giulio Andreotti[4]
- 1991: Jean de Beaumont, Yoshiaki Tsutsumi e Willi Daume
- 1992: Pasqual Maragall i Mira, Carlos Arthur Nuzman[6][7], Michel Barnier, Javier Gómez-Navarro, José Miguel Abad, Jean-Claude Killy, Jordi Pujol i Soley, Leopoldo Rodes, Carlos Salinas, Narcís Serra e Javier Solana
- 1993: Boris Nikolaevič El'cin[8]
- 1994: Gerhard Heiberg, Richard von Weizsäcker, Nelson Mandela[9], Joaquín Leguina, Mauno Koivisto, Harald V di Norvegia[10] e Sonja Haraldsen
- 1995: Árpád Göncz e Robert Mugabe
- 1996: William Porter Payne, Kōstīs Stefanopoulos, Adolphus Drewery, Andrew Young e Islom Karimov
- 1997: Blaise Compaoré, Omar Bongo, Nursultan Nazarbaev, Elias Hrawi, Ernesto Zedillo, Aleksander Kwaśniewski e Süleyman Demirel
- 1998: Kim Dae-jung, Giovanni di Lussemburgo e Eishiro Saito
- 2000: Adolf Ogi, Michael Knight e John Coates[11]
- 2001: Qābūs bin Saʿīd Āl Saʿīd, Goh Chok Tong, Juan Antonio Samaranch, Abdoulaye Wade e Vladimir Putin[12][13] (a quest'ultimo revocato a seguito dell'invasione russa dell'Ucraina del 2022)
- 2002: Fraser Bullock, Jacques Chirac, Kéba Mbaye e Mitt Romney
- 2003: John Williams, Émile Lahoud e John Howard[14]
- 2004: Gianna Angelopoulos, Abdelaziz Bouteflika, Johannes Rau e Martinos Simitsek
- 2005: Theodore Angelopoulos[15]
- 2006: Valentino Castellani
- 2007: Kofi Annan[16][17]
- 2008: Liu Qi
- 2009: Jack Poole[18] (postumo)
- 2010: Sellapan Ramanathan, Lee Hsien Loong e John Furlong
- 2012: Sebastian Coe e Paul Deighton
- 2013: Guglielmo Alessandro dei Paesi Bassi[19], Jacques Rogge[20], Filippo VI di Spagna, Papa Francesco[21][22] e Xi Jinping[23]
- 2014: Dmitry Chernyshenko e Dmitrij Nikolaevič Kozak (revocati a seguito dell'invasione russa dell'Ucraina del 2022)[12][13]
- 2015: Margherita di Romania[24]
- 2016: Carlos Arthur Nuzman[7]
- 2018: Lee Hee-beom[25], Fernando Botero, Moon Jae-in e Mauricio Macri[26]
- 2020: Shinzō Abe
- 2021: Seiko Hashimoto[27], Yoshihide Suga[27] e Yuriko Koike[27]
- 2022: Sun Chunlan e Cai Qi[28]

### Collare d'argento
- 1975: Ryotaro Azuma, Miguel de Capriles e Rudyard Russell
- 1976: Paul Anspach, Harold Austad, Albert Demaurex, Dan Ferris, Jesse Owens[29], Héctor Paysse Reyes e Walter Wülfing
- 1977: Michael Ansell, Inger Frith, Sven Låftman, Anselmo López, Rudolf Nemetschke e Seiji Tabata
- 1978: Bertil di Svezia[5], René Bondoux, Domingos de Sousa, Falih Fahmi, John Emrys Lloyd, Adriano Rodoni e Mario Vázquez Raña
- 1979: Haj Omar Boucetta, Gustaf Dyrssen, Harold Madison Wright e Mikio Oda
- 1980: Arnold H. Beckett, Pablo Cagnasso, Franco Carraro, Benito Castejón, Claude Collard, Albert Dirix, Denis Follows, Sydney Grange, Kurt Hasler, Frederick Holder, Denis Howell, Raoul Mollet, Renato William Jones, Ignati Novikov, Charles Palmer, Henri Pouret, Amilcare Rotta, Anton Skataretiko, Yoshiyuki Tsuruta e Bertil Sallfors
- 1981: Gérard d'Aboville, Roone Arledge, Jacinto Balleste, Rafael Barquero Chaves, Árpád Bogsch, Charles de Coquereaumont, David Coward, Max Danz, Jean-Pascal Delamuraz, Henry Joseph Dieme, Bo Ekelund, Pierre Ferri, Jacques Goddet, Gísli Halldórsson, Harold W. Henning, Hideko Maehata, Enrikas Juskhevitsus, Kurt Møller, Elena Mukhina, Desmond O'Sullivan, Adriaan Paulen, Adriano Rodoni, Abdel Moneim Wahby
- 1982: Francesco Giuseppe II del Liechtenstein, František Kroutil, Paavo Mikko Honkajuuri, Tsuneyoshi Takeda, José Beracasa, Hamengkubuwono IX, Sven Thofelt, Avinash Chandra Chatterji, José Ramón Fernández, Haim Glowinsky, Ichiro Hatta, Clarence H. Johnson, Robert Kane, Alois Lugger, Fernando Luis Pereira Machado, Paul-René Martin, Trendafil Martinski, Edgar Mercier, László Papp, João Carlos de Oliveira, Giovanni Romagna, Arnaldo de Oliveira Sales, Angel Solakov, Habib Thiam e Jukka Uunila
- 1983: Kouassi Angama, Georges Athanassiadis, Gerald Cash, Arpad Csanadi, Betty Cuthbert, Eduardo Dibos, Laurent Dona-Fologo, Marin Dragnea, Jean Drapeau, Ilona Elek, Massoud Ahmded El-Zantouti, Manfred Ewald, Marie-Thérèse Eyquem, Sisto Favre, Edgar Fried, Abdel Halim Muhammad, Kim Taik-soo, Galina Kulakova, Leopoldo de Leon, Aleksandr Medved', Roger Menard, Chūhei Nambu, Robert F. Osborne, Javier Ostos, Julius Lockington Patching, Berge Philips, Rong Gaotang, Victor Saneev, Katsuji Shibata, Sergei Chalibashvili e Lidija Skoblikova
- 1984: Abdelhamid Rachdi Alami, Abílio Ferreira d'Almeida, Luis Azemar Puig de la Bellacasa, Motohiko Ban, Herma Bauma, Bo Bengston, Jean Borotra, Paolo Cappabianca, Juan Jose Castillo, Harry H. Cavan, Nadia Comăneci[30][31][32], George Craig, Beppe Croce, Sandy Duncan, Suat Erler, Rene Frank, Akira Fujita, Antonin Himl, Pierre Hirschy, Bert Isatitsch, Pál Kovács, Paul Libaud, Hero Lupescu, F. Don Miller, Julio Enrique Monagas, Hadj Ibrahim Mbomba Njoya, Renzo Nostini, Fred B. Oberlander, Nelson Paillou, Marian Renke, Walter J.M.A. von Rosberg, Zhong Shitong,Olegário Vazquez Rafia, Helene Ahrweiler, Abdul Hameed Al-Hajji, Aldo Bergamaschi,Fred Blay, Emeric Blum, Tom Bradley, Gian-Carlo Brusati, Miroslav Cerar, Alain Danet, Horst Dassler, Abdel Aziz El-Shafei, Milan Ercegan, Shunji Fujii, Knolly Henderson, Paul Högberg, Samwel Mbogo Kamau, Ahmed Karabegovic, Kenjiro Mizuno, Primo Nebiolo, Günther Sabetzki, Keith Shervington, Baghadi Si-Mohamed, Anto Sucic, Artur Takac, Stanko Tomic, Harry Usher, Uglijesa Uzelac e Paul Ziffren
- 1985: Adetokunbo Ademola, Alexa Haralambie, Isa bin Rashed Al Kalifa, Hanji Aoki, Abdel Azim Ashry, Tsegaw Ayele, Edmund W. Barker, Domenico Bruschi, Christine Caron, Bud Greenspan, Józef Grudzień, Hermann Jannsen, John B. Kelly Jr., Ferdinand Siregar Mangombar, Kenkichi Ōshima, Arthur Porritt, Bedřich Poula, Ludwig Prokop, André Gustavo Richer, Raimundo Saporta, William Simon, Borislav Stanković, Joseph Lluis Vilaseca, Walter Wasservogel, Jean Weymann e Lev Jašin
- 1986: Carlos Osório de Almeida, Lachezar Avramov, Mahmoud Ba, Bernhard Baier, Liselotl Diem, Justin Durand, Issac Froimovich, Julio Gerlcin Comelin, Carlos de Godo, Roberto C. Goizueta, Boris Gueorguiev, Cornelius Kerdel, Antoine Khoui, Jean-Arnould Leew, C. L. Metha, Nikolaos Nissiotis, Park Chong-kyu, Pedro Perez Duenas, Ahmed Mohammed Qaatabi, Max Rinkenburger, Douglas F. Roby, Julian K. Roosevelt, Roger Rousseau, Ricardo José Russomando, Andrey Starovoytov, William Thayer Tutt, Tadeusz Ulatowski, Georges Vichos, George Wieczisk e Huang Zhong
- 1987: Francisco Alves, Abdel Moneim El Bah, Boris Bakrac, John Brown, Gavrila Barani, John Joseph Brown, Ramiro Tavares Gonçalves, Rudolf Hellmann, Chen Jingkai, Alberto Juantorena, Todor Zhivkov, Erich Kamper, L. N. Khurana, Jean-Claude Killy, Philip Othmar Krumm, Zdzisław Krzyszkowiak, Li Menghua, Geoffrey de Navacelle, Sergio Orsi, Lassina Palenfo, Marcel Pasche, Janusz Gorgoniusz Przedpeski, Haluk San, Teófilo Stevenson, Vladimir Stojčev, Leon Štukelj e Brian Wightman
- 1988: Ruben Acosta, Constantin Andrianov, Francisco Alguersuari Duran, Eileen Anderson, Juan Jose Castillo, Reiner Klimke, Juan de la LIcra Trcns, Bill Pratt, Fernando Riba, Anisio Silva Rocha, Joszef Sir, Katarina Witt, Ralph Klein, Jerzy Kukuczka, Antonio Mariscal, Josef Neckermann, Jasdev Singh, Taieb Houichi, Ante Lambasa, Wolf Lyberg e Frederick Ruegsegger
- 1989: Larisa Latynina
- 1990: Ivan Patzaichin
- 1992: Jesús Alfonso Elizondo Nájera e Ludovit Komadel
- 1993[33]: Jacques Blanc, Anna Sinilkina, Ted Stevens, Jordi Pujol i Soley, Dražen Petrović (postumo)
- 1994: Shane Gould e Vladimir Krivcov
- 1995: Jerald M. Jordan
- 1997: Karl Lennartz, Oscar Schmidt ed Ian Buchanan[34]
- 1998: Aleksandr Gomel'skij, Geoffrey Henke[35], Makoto Kobayashi, Tasuku Tsukada e Goro Yoshimura
- 1999: Brian Tobin
- 2000: Norman May e Lowitja O'Donoghue
- 2001: Cathy Freeman, Harry Gordon e Ton Bijkerk
- 2002: Peter Montgomery
- 2003: Mool Chand Chowhan
- 2007: Marjorie Jackson[36]
- 2008: Chen Zhili, Deng Pufang, Liu Jingmin ed He Zhenliang
- 2010: Michael A. Chambers, Les McDonald, Eric Tan Huck Gim, Francis Chong, Goh Kee Nguan, Chris Chan, Tan Eng Liang, Vivian Balakrishnan, Ng Eng Hen, Teo Chee Hean e Nodar Kumarit'ashvili (postumo)
- 2011: Vilnis Baltiņš, Kipchoge Keino e Fernando Lima Bello
- 2012: Colin Moynihan e Keith Mills
- 2015: Irina Viner e Tevita Poasi Tupou
- 2016: Narayana Ramachandran, Vlade Divac, Risto Nieminen, Peter Tallberg (postumo), Reynaldo González López (postumo), Anton Geesink (postumo), Julio Maglione, Ilse Bechthold e Pelé[37][38]
- 2018: Kim Joo-ho, Kim Jae-youl e Yeo Hyung-koo[25]
- 2021: Toshirō Mutō[27]
- 2022: Han Zirong, Zhang Jiandong, Wang Zhengpu, Chen Jining e Gou Zhongwen[28]